# Alfredo Eidelsztein
Alfredo Eidelsztein (Buenos Aires, 9 de dezembro de 1954) é um psicanalista argentino, pesquisador e autor de livros sobre psicanálise. É diretor científico da sociedade psicanalítica Apertura para Otro Lacan, que reúne centenas de psicanalistas na Argentina, Brasil, Chile, Colômbia, Costa Rica, Espanha, Estados Unidos, Itália e México em torno do Programa de Investigação Científica por ele proposto.
É doutor em psicologia pela Universidade de Buenos Aires. Foi professor dos cursos de pós-graduação em psicologia na mesma instituição entre 1980 e 2013.
No Brasil, deu cursos e conferências no Instituto de Psicologia da Universidade de São Paulo, Universidade Federal do Rio Grande do Sul, Universidade de Campinas e em diversas sociedades psicanalíticas. Vários dos seus livros foram traduzidos para o português pela Toro Editora.

## Outro Lacan
Em sua leitura da obra de Jacques Lacan, Eidelsztein sustenta que o “lacanismo” contemporâneo e o discurso hegemônico em psicanálise encontram-se em sentido contrário ao modelo teórico proposto pelo próprio Lacan, que teria sido assimilado às concepções substancialistas de Sigmund Freud em decorrência de um desvio teórico-ideológico promovido por seus herdeiros intelectuais.
Otro Lacan, publicado em 2017, resgata a crítica de Lacan à orientação ontológica na psicanálise (que o próprio Lacan denominou de sua “antifilosofia”). Eidelsztein critica a metafísica em psicanálise e indica diferenças fundamentais entre as teorias de Sigmund Freud e Jacques Lacan, especialmente em relação ao tema da ontologia.
A tese de Eidelsztein é que as ideias anti-ontológicas de Lacan foram apagadas do discurso hegemônico em psicanálise, por um desvio teórico-ideológico condizente com a ideologia neoliberal e com o senso comum. A leitura de Eidelsztein apresenta uma crítica contundente ao programa de Jacques-Alain Miller, genro e editor de Jacques Lacan, cuja concepção de sujeito constituiria uma nova ontologia. A leitura proposta por Eidelsztein em Otro Lacan opõe “o corpo real, biologizado e biologizante dos lacanianos ao corpo situado no imaginário do nó borromeano de Lacan; o real do pretendidamente inefável dos lacanianos ao real lógico-matemático de Lacan”.
As ideias que Eidelsztein sustenta em Otro Lacan também foram recebidas como uma nova proposta de método de investigação, por meio do qual se aborda a psicanálise em uma perspectiva epistemológica e como uma nova teoria, radicalmente distinta e oposta à psicanálise hegemônica; fundamentada no ensino de Lacan, mas resultado da sistematização e lógica proposta por Eidelsztein.

## Freudolacanismo e estado de atraso da psicanálise contemporânea
Para Eidelsztein, a psicanálise sofre de importante atraso em sua articulação e debate com teorias modernas como as físicas relativista e quântica, a matemática das incertezas, a lógica paraconsistente, as neurociências, a análise do discurso, os estudos de gênero e o feminismo.
Por “freudolacanismo”, ao qual Eidelsztein e seus seguidores se opõem, designa-se o estado atual das concepções da comunidade psicanalítica em suas várias escolas e instituições, cujas características seriam:
- considerar a acumulação de experiências pessoais, tanto para o paciente como para o praticante, como fonte principal do saber;
- sustentar a psicanálise em posição de extraterritorialidade científica;
- orientar-se em direção ao passado a partir do “retorno a Freud” - ou ao retorno a Lacan - e às velhas figuras de pai, homem, mulher, família, etc;
- trabalhar incansavelmente para fundir e dissolver a novidade do modelo teórico de Lacan nos conceitos legados por Freud.[10]

## Psicanálise e Big Bang
Em A origem do sujeito em psicanálise, publicado em português em 2020, Eidelsztein opõe a teoria evolucionista-biologicista de Sigmund Freud às ideias criacionistas (creatio ex-nihilo) de Jacques Lacan. Enquanto para Freud a psicanálise opera sobre uma pessoa/indivíduo, matéria prima tangível e substancial, para Lacan, segundo a leitura crítica de Eidelsztein, não há realidade pré-discursiva. A linguagem sempre esteve presente, como estrutura prévia que aloja o sujeito. Relacionando o surgimento da linguagem ao Big Bang, Eidelsztein trabalha as diferentes concepções de ciência, tempo, espaço, matéria e energia nas obras de Freud e Lacan, extraindo daí consequências para a teoria e clínica psicanalíticas.

## Obras
- 2020 - “A origem do sujeito em psicanálise”. São Paulo, Toro.
- 2019 - “Modelos, esquemas e grafos no ensino de Lacan”. São Paulo, Toro.
- 2018 - “El origen del sujeto en psicoanálisis: del Big Bang del lenguaje y el discurso”. Buenos Aires: Letra Viva (em castelhano).
- 2018 - “La Topología en la Clínica Psicoanalítica”. Buenos Aires: Letra Viva (em castelhano).
- 2017 - “O Grafo do Desejo”. São Paulo: Toro.
- 2017 - “Las Estructuras Clínicas a partir de Lacan” (2 volumes). Buenos Aires: Letra Viva (em castelhano).
- 2015 - “Otro Lacan: estudio crítico sobre los fundamentos del psicoanálisis lacaniano”. Buenos Aires: Letra Viva (em castelhano).
- 2004 - “La Pulsión Respiratoria En Psicoanálisis”. Buenos Aires: Letra Viva (em castelhano).